# Saint-Jean-de-Serres
Saint-Jean-de-Serres – miejscowość i gmina we Francji, w regionie Oksytania, w departamencie Gard.
Według danych na rok 1990 gminę zamieszkiwały 382 osoby, a gęstość zaludnienia wynosiła 46 osób/km² (wśród 1545 gmin Langwedocji-Roussillon Saint-Jean-de-Serres plasuje się na 577. miejscu pod względem liczby ludności, natomiast pod względem powierzchni na miejscu 837.).